# Tekki Shodan
Tekki letteralmente significa "cavaliere di ferro", mentre Shodan indica il primo livello. Il nome deriva dalla posizione del kata che viene svolto tutto in kibadachi: viene così mantenuta fissa la parte inferiore del corpo, mentre quella superiore deve muoversi con estrema rapidità e forza.

## Tecniche del Kata
1. Saluto Musubidachi
2. Yoi Hachiji-dachi
3. Riunire il piede destro verso sinistra in Heisoku dachi sovrapponendo le mani aperte (la destra sotto la sinistra, o viceversa nel caso sia Ura ) davanti all'addome
4. Spostare il piede sinistro sopravanzando shinobi ashi caricando la mano destra in tate Haisho uke
5. Alzare la gamba destra e scendendo in Kiba dachi destro parare haisho uke destro
6. Sul posto colpire mawashi empi sinistro sulla mano destra
7. Sul posto portare le mani al fianco destro
8. Sempre sul posto parare verso sinistra Gedan Barai sinistro e colpire gyaku zuki destro
9. Sopravanzando con il piede destro in shinobi ashi alzare la gamba sinistra e scendendo in kiba dachi ruotare il gyaku zuki in uchi uke destro frontale (gedan kake uke)
10. Sul posto caricare come soto uke la mano sinistra e distendere la destra in avanti, colpire ura zuki sinistro parando tesa uke con la destra che si fermerà sotto il gomito
11. Sul posto alzare la gamba sinistra evitando un De Ashi Barai e colpire senza spostare le mani tetsui uchi rinforzato
12. Dalla parte opposta senza cambiare posizione alzare la gamba destra e colpire sempre senza spostare le braccia Gyaku testui uchi sinistro verso destra
13. Richiamare le mani al fianco destro e colpire contemporaneamente yoko zuki sinistro e gyaku zuki destro verso sinistra con KIAI
14. Sul posto in Kiba dachi sinistro parare haisho uke sinistro
15. Sul posto colpire mawashi empi destro sulla mano sinistra
16. Sul posto portare le mani al fianco sinistro
17. Sempre sul posto parare verso destra Gedan Barai destro e colpire gyaku zuki sinistro
18. Sopravanzando con il piede sinistro in shinobi ashi alzare la gamba destra e scendendo in kiba dachi ruotare il gyaku zuki in uchi uke sinistro frontale (gedan kake uke)
19. Sul posto caricare come soto uke la mano destra e distendere la sinistra in avanti, colpire ura zuki destro parando tesa uke con la sinistra che si fermerà sotto il gomito
20. Sul posto alzare la gamba destra evitando un deashi barai e colpire senza spostare le mani tetsui uchi destro rinforzato
21. Dalla parte opposta senza cambiare posizione alzare la gamba sinistra e colpire sempre senza spostare le braccia Gyaku testui uchi destro verso sinistra
22. Richiamare le mani al fianco sinistro e colpire contemporaneamente yoko zuki destro e gyaku zuki sinistro verso destra con KIAI
23. Riunire riportando le mani come nella posizione iniziale riunendo in Heisoku dachi la gamba destra verso sinistra
24. Spostare il piede destro Hachiji-dachi
25. Yoi
26. Saluto
27. Yame